# Valentin Lavillenie
Valentin Lavillenie, född 16 juli 1991 i Barbezieux-Saint-Hilaire, är en fransk stavhoppare. Han är yngre bror till stavhopparen Renaud Lavillenie. Vid inomhus-EM 2021 i Toruń tog han silver efter ett personligt rekord på 5,80. Medaljen var hans första internationella sådana på seniornivå.